# Robert II de Clarmont
Robert II de Clarmont, anomenat el Jove, apareix esmentat com a vescomte a l'acta de fundació del monestir de Chanteuges el 936, en un moment en què el seu pare encara vivia. Apareix citat altre cop com a vescomte d'Alvèrnia a la donació que va fer el seu germà Esteve, bisbe de Clarmont d'Alvèrnia, al capítol de Brioude el 962.
Era fill de Robert I de Clarmont i pare de Robert III, de Guiu I i de Guillem I, que foren vescomtes d'Alvèrnia després d'ell. Fou també el germà d'Esteve (II) bisbe de Clarmont d'Alvèrnia.